# 电影公映许可证

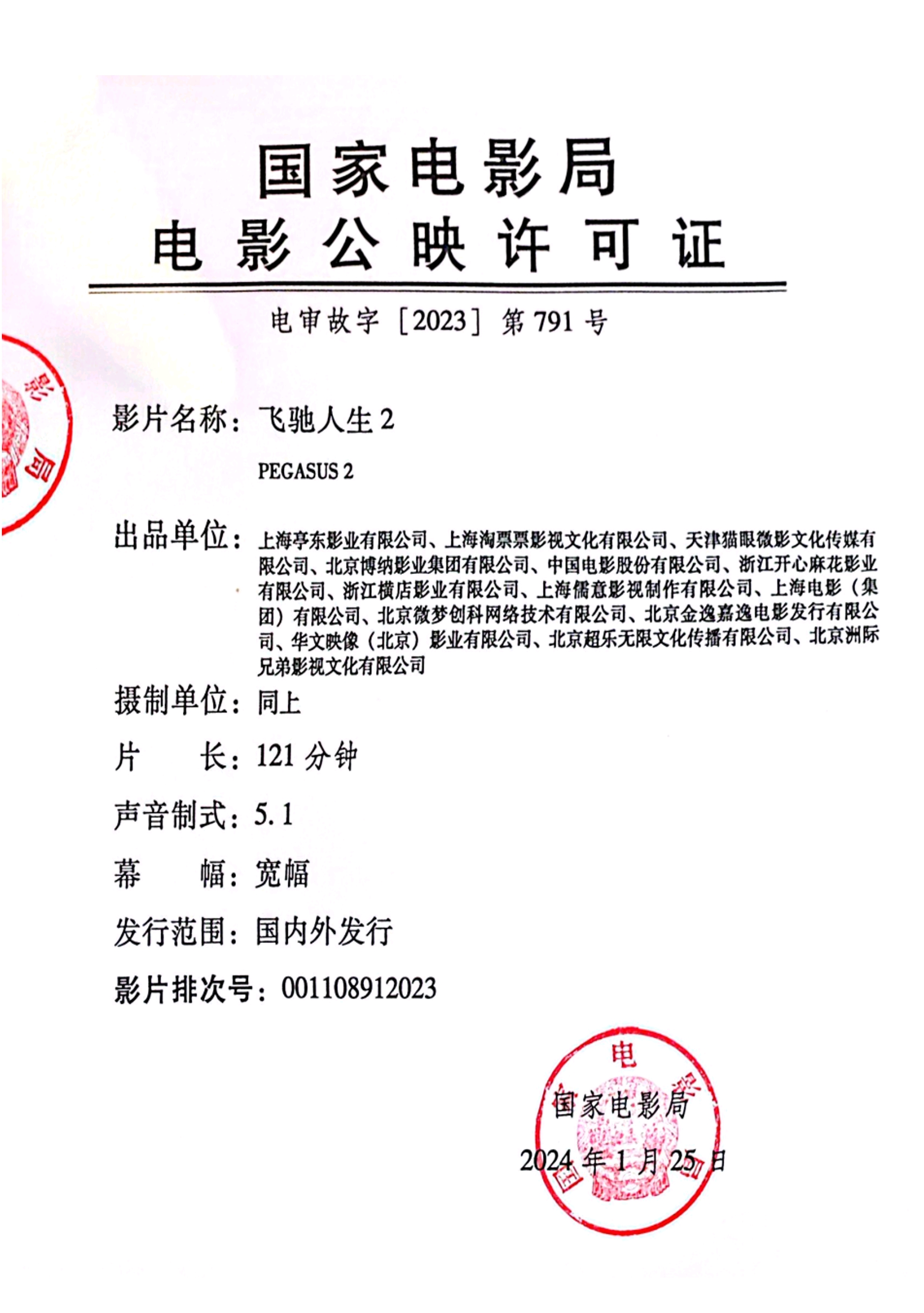
一份《电影公映许可证》，由國家電影局签发給国产故事电影片《飞驰人生2》，编号电审故字〔2023〕第791号

国家电影局电影公映许可证，简称电影公映许可证，俗称影片通过令，旧称影片上映许可证、电影片公映许可证，是一份提供给在中华人民共和国境内发行、放映的电影片的前置许可，现由国家电影局签发，多以片头形式加载于电影正片之前，并因其龙形标志而被形象地称为“龙标”。
根据《电影管理条例》，电影片只有审核合格，依法取得《电影公映许可证》后，方可发行。

## 授权法源
目前根据朱镕基于2001年12月25日签发国务院第342号令公布的修订版《电影管理条例》及习近平于2016年11月7日签署第54号《中华人民共和国主席令》公布的《中华人民共和国电影产业促进法》的规定，中国大陸境内实施电影审查制度，未经国务院审查部门审查不得发行、放映、进口、出口。摄制完成后，制片方应当报请审查，审查部门必须在三十日内对其进行书面答复。同时，电影制片单位或者电影进口经营单位应将《电影片公映许可证》证号印制在该电影片拷贝的第一本片头处。

## 沿革

### 影片上映（公映）许可证（1993－1996年）
电影公映许可证的历史最早可追溯至电字 (93) 第228号文件：
|                                                                                   | 凡1993年1月1日起审查通过的影片（包括国产和进口故事片、新闻纪录片、科教片、美术片）一律颁发“中华人民共和国广播电影电视部电影事业管理局影片上映许可证”。 全国各电影发行机构不论以何种方式发行各制片厂上市的影片，首先必须验明是否持有电影局颁发的“影片上映许可证”。 对于无证者应坚决拒绝发行，并及时将无证推销影片者的单位、姓名、影片来源向我局报告，以便追查处理。 |
| ——电字 (93) 第228号文件，《关于从1993年起通过的各类影片颁发影片上映许可证的通知》 | |

许可证片头为红底白字，许可证号抬头按天干排序，如《有话好好说》的许可证号为“电审故丁字第082号”，其中“故”表示故事片，“丁”表示1996年。
1995年1月5日，广发影字〔1995〕001号文件颁布，影片上映许可证更名为影片公映许可证。
|                                                                       | 故事片摄制单位字幕格式统一规定如下： 片头第一个画面为影片公映许可证，第二个画面为出品厂厂标； 片尾倒数第二个画面为底片加工单位、拷贝加工单位，最后一个画面为影片摄制单位、影片出品单位。 |
| ——广发影字〔1995〕001号文件，《关于改革故事电影片摄制管理工作的规定》 | |

### 电影片公映许可证（1996－2018年）

#### 初版“龙标”启用之前
1996年6月19日，初版《电影管理条例》颁布，影片公映许可证更名为电影片公映许可证。
|                                     | 发行、放映电影片，必须持有国务院广播电影电视行政部门颁发的《电影片公映许可证》。 已经取得《电影片公映许可证》的电影片，国务院广播电影电视行政部门在特殊情况下可以作出停止放映 或者删剪的决定；发行、放映电影的单位，必须执行停止放映或者删剪的决定。 |
| ——国务院令第200号，《电影管理条例》 | |

但更名后的许可证片头直到1998年才启用，同年3月起，广播电影电视部降为国务院直属机构，电影片公映许可证的全称相应更名为“国家广播电影电视总局电影事业管理局电影片公映许可证”。

许可证的新版片头最初为红底金字，许可证号抬头为电审×字 (98) 和电审×字 (1999) 。2000年，时长5秒的初版“龙标”启用，其使用至2018年12月方被改良版“龙标”所取代。

1999年及以前的许可证片头式样
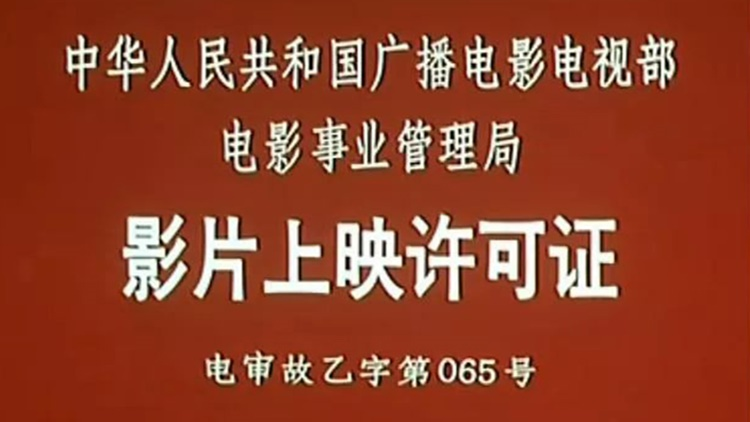
《红粉》
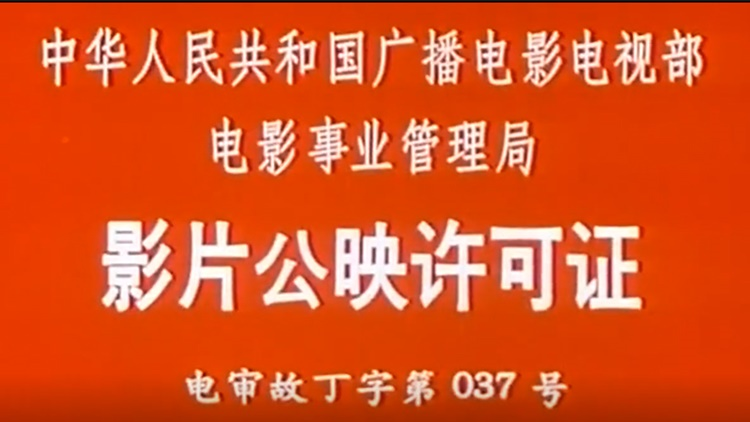
《埋伏》
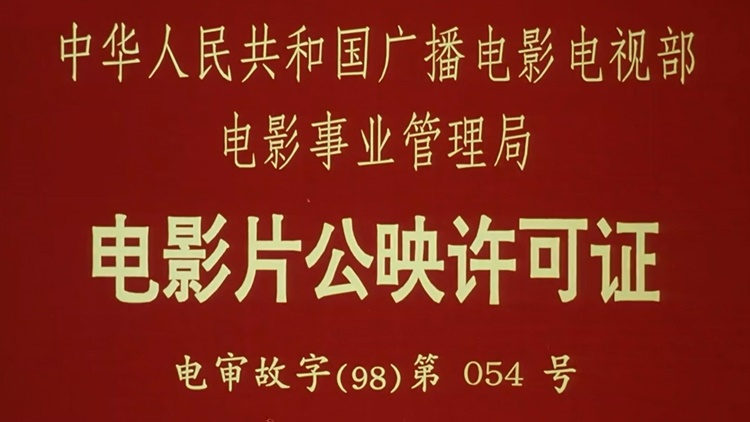
《竞选村长》
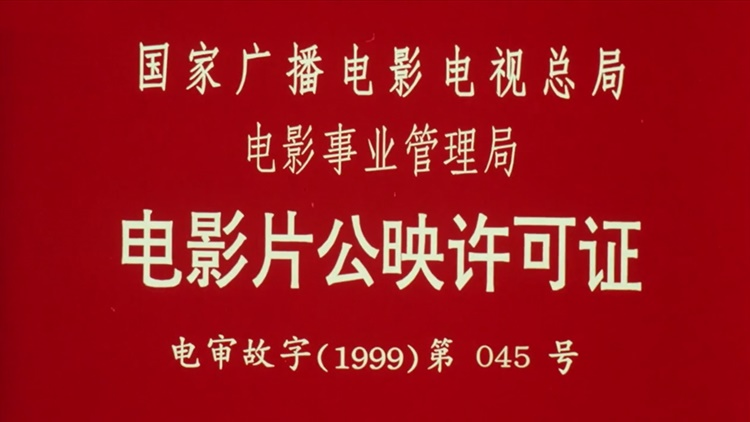
《横空出世》

#### 初版“龙标”启用之后
在“龙标”启用初期，许可证号抬头一度去掉“电审”二字，变为“×字 (年份)”的格式，如《宇宙与人》的许可证号为“科字 (2000) 第001号”，其中“科”表示科教片。2000~2003年间的“龙标”为有声版本与无声版本共存，如《白天鹅的故事 （页面存档备份，存于）》（故字 (2000) 第4号）、《关爱明天 （页面存档备份，存于）》（故字 (2003) 第118号）的“龙标”为无声版本，《月圆今宵 （页面存档备份，存于）》（故字 (2000) 第60号）、《高天厚土 （页面存档备份，存于）》（故字 (2002) 第63号）、《西贡姿色》（故字 (2003) 第119号）的“龙标”为有声版本；2004年及以后的“龙标”则均为有声版本。 
2005年7月19日，广发影字〔2005〕537号文件颁布，其为数字电影新增部分许可类型，同时许可证号抬头恢复“电审”二字。
|                                                                   | 凡在数字电影放映场所发行放映的数字影片，必须确保正确的导向，影片均须获得国家广电总局颁发的《电影片（数字）公映许可证》。 各类数字电影放映场所一律不得发行放映未获得《电影片（数字）公映许可证》的数字影片。 试点地区建立卫星地面接收站，经国家广电总局同意后，按有关规定向当地省级广电行政管理部门申办审批手续。 |
| ——广发影字〔2005〕537号文件，《数字电影发行放映管理办法（试行）》 | |

当时数字电影所用许可证片头大体与“龙标”启用时的样式一致，许可证号抬头的年份则改用方括号标注；而胶片电影所用片头的“龙标”变小，许可单位的字体由仿宋体改为宋体。2011年12月15日，《电影产业促进法（征求意见稿）》正式在网上公布，其不再为数字电影单独划分许可类型，此后许可证号抬头的年份统一使用方括号标注，许可单位的字体统一为宋体，而“龙标”亦统一为启用时的大小。
电影片公映许可证的全称在2013年3月应国家新闻出版广电总局的组建而更名为“国家新闻出版广电总局电影局电影片公映许可证”。

### 电影公映许可证（2018年－至今）
2018年3月，原国家新闻出版广电总局的电影管理职责划入中央宣传部，电影片公映许可证相应更名为“国家电影局电影公映许可证”（简称电影公映许可证）。同年12月12日起，改良版“龙标”启用，时长缩短为4秒，并带有浮雕立体效果。第一部启用新版“龙标”的电影为《照相师》（电审故字〔2018〕第891号）；第一部启用新版“龙标”的进口电影则为“一片多号”（后述）的动作电影《大黄蜂》，其普通2D版本的许可证号为“电审进字〔2019〕第001号”，普通3D版本的许可证号为“电审特(进)字〔2019〕第001号”，IMAX版本的许可证号为“电审特(进)字〔2019〕第002号”。

## 许可类型

### 通用类型
根据国家电影局的公映许可证公示名录，目前《电影公映许可证》使用的通用许可类型计有7种，包括国产电影的6种和进口电影的1种。
| 许可类型 | 许可类型 | 许可类型     | 说明 | 示例 |
| -------- | -------- | ------------ | --- | --- |
| 国产电影 | 现用     | 电审故字     | 最早使用的许可类型 用于普通类型的国产故事电影 | 《北京爱情故事》：电审故字〔2013〕第606号 《夺冠》：电审故字〔2020〕第001号 |
| 国产电影 | 现用     | 电审纪字     | 用于国产纪录电影 | 《爸爸去哪儿》：电审纪字〔2013〕第015号 《此时此刻 · 2019大阅兵》：电审纪字〔2019〕第036号                                                                                                  |
| 国产电影 | 现用     | 电审科字     | 用于国产科教电影 此类电影时长较短，在院线中少见 | 《高效节水灌溉》：电审科字〔2013〕第021号 《移动医院》：电审科字〔2021〕第042号 |
| 国产电影 | 现用     | 电审动字     | 用于普通类型的国产动画电影（前称国产美术电影） 旧称“电审美字”，2008年改为现名                                                                         | 《熊出没 · 原始时代》：电审动字〔2019〕第001号 《喜羊羊与灰太狼之筐出未来》：电审动字〔2021〕第042号                                                                                        |
| 国产电影 | 现用     | 电审特字     | 用于使用特殊技术拍摄、制作的国产特种电影 特殊技术包括但不限于3D、4D、球幕、IMAX技术等 可为故事电影或动画电影，多用于科教和娱乐场所                    | 《雉鸡秘境》（上海科技馆的4D电影）：电审特字〔2017〕第001号 《疯狂成语》（方特欢乐世界的球幕电影）：电审特字〔2020〕第009号 《宇宙大爆炸》（北京天文馆的球幕电影）：电审特字〔2021〕第006号 |
| 国产电影 | 现用     | 电审虚字     | 用于虚拟现实电影 可用于电影院等固定放映场所公开放映 2025年启用                                                                                        | 《唐宫夜宴》（河南广播电视台制作）：电审虚字〔2025〕第001号 |
| 国产电影 | 停用     | 电审数字     | 用于以数字电影格式拍摄、制作的国产故事电影 2005年启用，2012年起并入“电审故字”                                                                         | 《另一种现实生活》：电审数字〔2010〕第497号 《郭明义》：电审数字〔2011〕第255号 |
| 国产电影 | 停用     | 电审纪数字   | 用于以数字电影格式拍摄、制作的国产纪录电影 2005年启用，2012年起并入“电审纪字”                                                                         | 《心中观世音》：电审纪数字〔2008〕第005号 《城市之光》：电审纪数字〔2010〕第004号 |
| 国产电影 | 停用     | 电审动数字   | 用于以数字电影格式制作的国产动画电影 2008年启用，2012年起并入“电审动字”                                                                               | 《神兵小将》：电审动数字〔2009〕第004号 《喜羊羊与灰太狼之开心闯龙年》：电审动数字〔2011〕第021号                                                                                           |
| 国产电影 | 停用     | 电审故(复)字 | 相对新兴的许可类型 用于经过修复、重新上映的老电影 | 《新龙门客栈》修复版：电审故(复)字〔2012〕第001号 |
| 进口电影 | 现用     | 电审进字     | 用于普通类型的进口（含港澳台）电影 可为故事电影或动画电影                                                                                             | 《52 Hz I Love You》（臺灣）：电审进字〔2017〕第025号 · 《刀剑神域：序列之争》（ 日本）：电审进字〔2017〕第048号                                                                            |
| 进口电影 | 停用     | 电审特(进)字 | 旧称“电审特字(进)字”，可为故事电影或动画电影 用于使用特殊技术拍摄、制作的进口（含港澳台）电影 特殊技术包括但不限于3D、4D、球幕、IMAX技术等 2025年停用 | 《太空旅客》（ 美国，为“一片多号”，后述） - 普通3D版本：电审特(进)字〔2017〕第003号 - 普通2D版本：电审特(进)字〔2017〕第004号                                                               |

### 特殊情况
- 同种电影若同时发行多种格式的版本，由于每种格式均对应一种许可证号，因此出现“一片多号”的现象，如《星球大战外传：侠盗一号》同时具有三种许可证号：普通2D版本为“电审进字〔2017〕第001号”，普通3D版本为“电审特(进)字〔2017〕第001号”，IMAX版本为“电审特(进)字〔2017〕第002号”。此外《神奇女侠》、《全球风暴》等进口电影亦为类似情形。2025年的《编号17》为最后一部“一片多号”的电影，此后“电审特(进)字”证号停用。
- 科幻电影《流浪地球》上映当时，许可证号为“电审故字〔2019〕第001号”，该片的重映版（飞跃2020特别版）由于比原版增加了11分钟44秒2帧的内容，因此被视作新制电影，另用许可证号为“电审故字〔2020〕第377号”。动作电影《一代宗师》亦为类似情形：原版时长130分钟，许可证号为“电审故字〔2012〕第738号”；3D重映版（终极版）时长111分钟，许可证号为“电审故字〔2015〕第001号”。
- 国家大剧院的舞台纪录电影《纽伦堡的名歌手》分拆为上、下两部分，二者的许可证号分别为“电审纪字〔2019〕第034号”和“电审纪字〔2019〕第035号”。
- 中外合拍电影享有国产片待遇，许可证号不用“电审进字”及“电审特(进)字”，如中美合拍的《功夫熊猫3》的“电审动字〔2015〕第049号”。

## 审批流程

### 提交初审
影片摄制完成后，制片方需在国家电影审查机关的网站上在线申请，并等待省级广电部门或电影审查委员会的批准。与此同时，片方需要向相关部门上交如下材料：
1. 若是数字电影，则上交高清数字节目带一套；若是胶片电影，则可选择上交混录双片一套、高清数字节目带一套或经过技术审查申请批准的BETA带一套；
2. 若是数字电影，则上交一份《国产影片（数字）送审清单》；若是胶片电影，则上交一份《国产影片（胶片）送审清单》；
3. 《国产影片审查报批表》一式三份（须加盖第一出品单位的公章）；
4. 《主创人员登记表》一份；
5. 影片完成台本的电子文档（附光盘）；
6. 《电影剧本（梗概）备案回执单》的原件。

以下内容是涉及特殊情况的前置审批事项：
1. 若涉及片名英文译名，需要提交省级广电部门批复同意；
2. 若审批片名和剧本备案时的片名不同，需要提交省级广电部门批复同意；
3. 若影片需增加、变更出品单位的，须提前申报，并经省级广电部门批复同意；
4. 若影片聘请境外主创人员，需提交省级广电部门批复。

无论审查是否合格，省级广电部门或电影审查委员会均会发给《影片审查决定书》及《影片审查意见表》；若不能通过，意见会在发回的《决定书》及《意见表》中做出说明。
经过修改完成的电影若重新提请审查，则重复上述流程。

### 领取片头
经省级广电部门审查通过后，片方需要持有下列材料，亲自前往国家电影审查机关，经核对无误后方能领取《电影片公映许可证》片头。
1. 影片DVD一套（已按省级广电部门的意见修改完毕）；
2. 省级广电部门出具的《影片审查决定书》（须加盖电影审查委员会或省级广电部门公章）；
3. 省级广电部门出具的《影片审查意见表》（需领导签字、加盖电影审查委员会或省级广电部门公章）；
4. 《国产影片审查报批表》一式二份（须加盖第一出品单位公章；电影审查委员会或省级广电部门公章）并附电子文档（光盘）；
5. 《主要创作人员登记表》一份并附电子文档（光盘）；
6. 影片完成台本的电子文档（附光盘）；
7. 《电影剧本（梗概）备案回执单》（可复印件）；
8. 经办人领取电影片头的授权书（须加盖第一出品单位公章）；

以下内容是涉及特殊情况时所需的材料：
1. 省级广电部门同意更改影片片名的批复；
2. 省级广电部门同意影片英文片名批复；
3. 省级广电部门同意增加、变更出品单位、摄制单位的批复，及联合出品、摄制合同（出品人数量与出品单位数量须相符）；
4. 省级广电部门同意聘请境外主创人员的批复；
5. 影片如涉及如公安、司法、少数民族等特殊题材，需提供相关单位的协助审查意见。

此时相关片方已经可以从许可证片头中获知许可证编号，但是这并不代表正式拿到许可证，片头也必须要提前加在电影片开头才能送终审。

### 提交终审
在获取对应的片头后，片方需将下列材料提交国家电影审查机关，进行影片终审，通过后方能正式获得《电影片公映许可证》。
1. 数字电影母版一套（如D5带、HDCAM SR带、数字硬盘等，必须标注片名且事先加载“龙标”片头）；
2. 《电影片数字母版制作送审单》；
3. 影片HDCAM带或BETA带一盘（若提交HDCAM带，需将其装在卡扣式硬盘保护盒内送交，并在保护盒正面及底面标注影片名称和送审日期）；
4. 影片DVD三套（每张均标注片名、公映许可证号、递交日期和时长）；
5. 《电影片终审信息表》一份，并附Word版本电子文档（光盘）；
6. 影片国际乐效一套（光盘）；
7. 相关海报和5张不同的剧照，并附电子文件（光盘）；
8. 经办人领取公映许可证的授权书（须加盖第一出品单位公章）；
9. 影片字幕（制作须参照《国产电影片字幕管理规定》及《关于规范电影片署名相关事项的通知》）。

以下内容是涉及特殊情况时所需的材料：
1. 影片如有修改，需送交最终完成台本的电子文档（光盘）；
2. 影片如涉及出品单位（含联合出品）的增加与变更，需提交批复文件原件及营业执照副本复印件；
3. 影片如涉及多家出品单位或联合摄制单位，需提交出品、摄制单位之间的合同复印件。

此时提交的材料均将纳入国家电影艺术档案管理（即送交中国电影资料馆保存），审查机关不予退还。
对于数字电影，终审阶段曾包含技术审查，即针对电影画面质量和音响质量进行的审查，完成后获得《电影片（数字）技术合格证》，其被添加在电影数字母版片尾“摄制单位”字幕画面之后。但在《电影产业促进法》正式实施后，该证书不再单独发放，而与数字电影有关的一些许可类型（“电审数字”、“电审纪数字”和“电审动数字”）也已经停用。